# Giraldo de Flugo

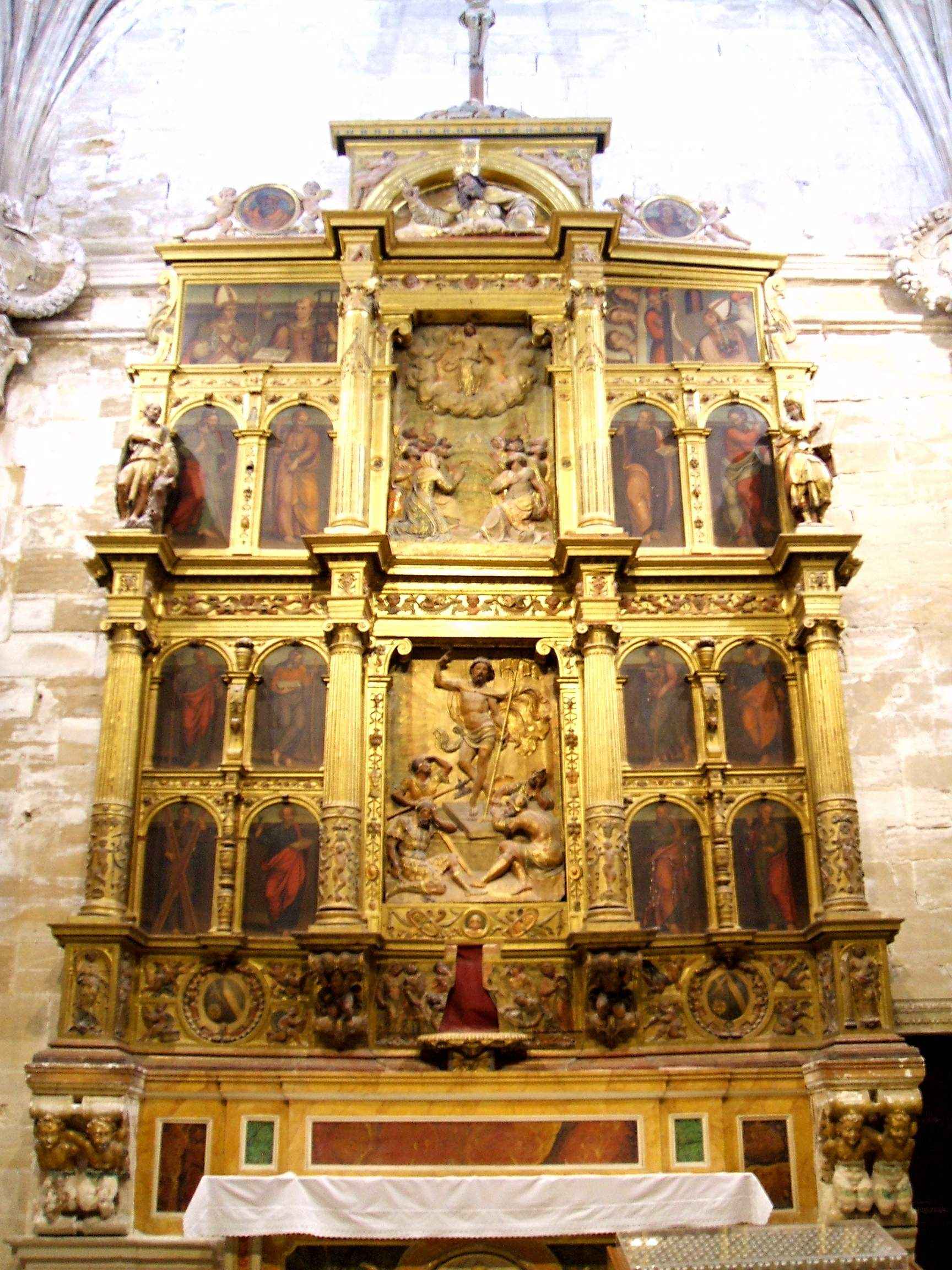
Retablo de la capilla de los Apóstoles de la catedral de Cuenca.

Giraldo de Flugo (c. 1512-Cuenca, 1591) fue un escultor flamenco activo en Cuenca donde se estableció en 1539.

## Biografía
En la declaración que prestó como testigo los días 9 y 10 de abril de 1557 en el proceso inquisitorial contra Esteban Jamete dijo ser escultor —ymaginario—, natural de «Alemaña la Baxa», de edad de cuarenta y cinco años poco más o menos y casado en Cuenca, ciudad a la que, según decía, llegó en 1539, «que fue quando murió la emperatriz nuestra señora». Dos años más tarde, en junio de 1559, al comparecer ante el mismo tribunal, en esta ocasión para delatar como luterano al repostero Daniel de Botma, se presentó como «imaginario desta çiudad de generación flamenco de olanda de edad de cuarenta y seis años poco más o menos». Jamete, al referirse a él en su proceso, le llamaba «ymaginario alemán» y otros testigos lo mencionaban como «Giraldo, el ymaginario flamenco» o como «Giraldo de Fluquo, ymaginario natural de Frisia», según el vidriero Giraldo de Holanda.
En Cuenca entró inicialmente a trabajar como oficial en el taller de Diego de Tiedra, del que ya se había independizado como muy tarde en 1547, cuando recibió como aprendiz a un Juan de Gabiola, posiblemente pariente de su esposa llamada Ana de Gabiola. En la citada declaración como testigo en el proceso contra Jamete, Flugo refirió que tras abandonar a Tiedra este le amenazaba con denunciarlo ante la Inquisición si no abandonaba Cuenca o trabajaba para él, y «que el dicho Diego de Tiedra dixo a este testigo que si no se salía de Cuenca o trabajaba en sus obras que le había de hazer dar cien açotes porque este testigo avía dicho que Dios no era verdad». Aunque en su declaración protestaba contra la falsedad de la acusación, indudablemente motivada por la pretensión de Tiedra de ejercer una especie de monopolio sobre la actividad artística local, también Jamete había sido testigo de comentarios hechos por Flugo que lo hacían sospechoso, así cuando, trabajando en el claustro de la catedral con unos vizcaínos, haría como diez años, había comparado la virginidad de María con un campo sembrado, que tras ser recogido queda como antes, según lo «decían en su tierra en Alemaña», o cuando camino de Huete y al pasar ante una imagen había dicho a Íñiga, pintor, que se había descubierto a su paso, «no me quito yo el bonete a las ymagenes que yo las hago sino es a la cruz».

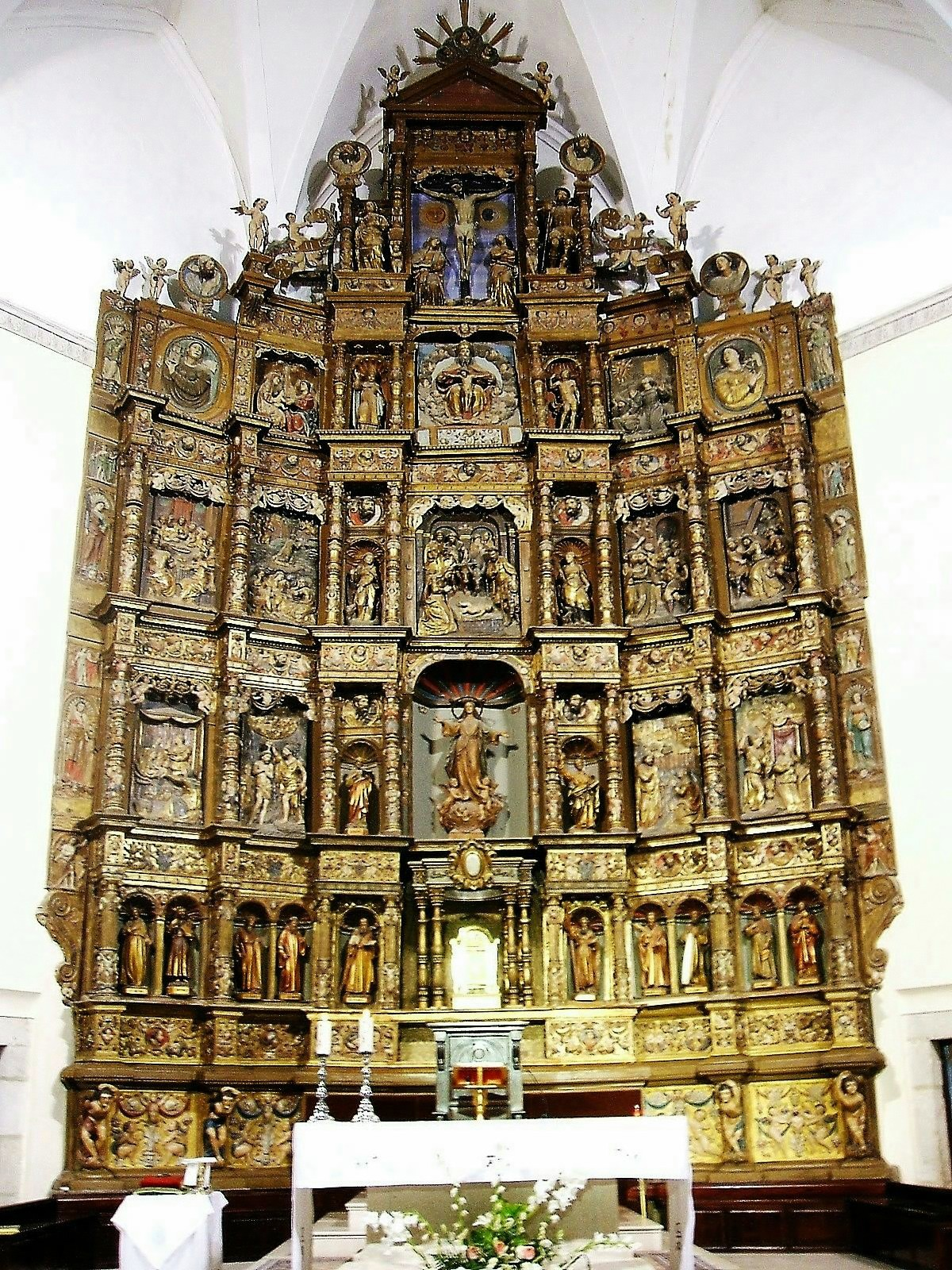
Retablo mayor de la iglesia de Nuestra Señora de la Asunción de Tarancón, obra de Pedro de Villadiego con participación de Diego de Tiedra, Bartolomé Rodríguez y Flugo en las labores de escultura.

De su trabajo como escultor son abundantes las noticias documentales pero es muy poco lo conservado. Participó junto con Pedro de Villadiego, autor de las trazas arquitectónicas, Diego de Tiedra y Bartolomé Rodríguez en las labores escultóricas del espléndido retablo mayor de la iglesia de Nuestra Señora de la Asunción de Tarancón, sin que resulte posible deslindar lo que corresponde a cada uno de los artífices que trabajaron en él. Mayor interés para conocer su personalidad artística tiene por ello el retablo de la capilla de los Apóstoles de la catedral de Cuenca, contratado con el canónigo García de Villarreal en junio de 1560 y concluido, según lo convenido, en junio del año siguiente. Corresponden a Flugo los dos relieves de la calle central, con la Resurrección y la Ascensión según estipulaba el contrato, resueltos con corrección formal, particularmente notable en la anatomía clasicista del Cristo resucitado, sin nada en ellos que recuerde la gesticulación expresionista de Tiedra y otros maestros nórdicos.
También en la catedral conquense se le ha atribuido desde antiguo una Virgen orante en alabastro sobre la silla presidencial del coro y, más recientemente, el relieve con Santiago en la batalla de Clavijo embutido en un caprichoso retablo rococó en la capilla dedicada al apóstol en la girola del templo, en el que habría colaborado con un Micael Ángelo, escultor, a quien se pagó en 1547 una pequeña cantidad por dos figuras para dicho retablo, y con Martín Gómez el Viejo, encargado del dorado y policromado.
Además se le atribuyen un Calvario, de un pequeño retablo procedente de Villaescusa de Haro, y los dos relieves del primer cuerpo del retablo mayor de Villar del Águila, retablo plateresco de pintura y escultura en el que también figuró un apostolado de bulto del que únicamente subsiste la figura de un apóstol. Muy abundante es la documentación relativa a obras perdidas, dispersas por toda la geografía del obispado de Cuenca. Con el ya citado Pedro de Villadiego trabajaba en 1556 en el retablo de la iglesia de Zafra de Záncara, haciéndose constar en la documentación conservada que Villadiego se había de hacer cargo de la traza y Flugo de las imágenes, y más tarde en los retablos de Monteagudo de las Salinas y Hontanillas. Con los pintores Gonzalo Gómez y su hijo Juan contrató a partir de 1575 obra de retablos o imágenes exentas para Villar del Águila, Belmontejo, Culebras, Zaorejas, Olmeda de la Cuesta, y Bólliga.
También se documenta la relación con Tomás Vázquez, cuñado de Jamete y oficial de Villadiego, que le traspasó en 1577 un pequeño retablo de san Miguel para  la población de Sacedón y una caja para Mohorte en la que tenía que labrar en las puertas un san Fabián y una imagen de la Virgen. Con Esteban Jamete, con quien tenía suficiente confianza como para que este le mostrase un libro de Clément Marot en francés cuyos versos contra el papa y los frailes alguna vez cantaba, trabajó en la catedral de Cuenca, en la capilla del Espíritu Santo, según se desprende de sus declaraciones en el mencionado proceso inquisitorial, y allí escuchó comentarios sobre las ánimas del purgatorio hechos por un oficial de Jamete al que no denunció —como tampoco había denunciado los otros comentarios de Jamete, aunque sí le había recomendado quemar el libro— porque siendo Jamete familiar del Santo Oficio pensó que él ya lo habría declarado.
Casado con Ana de Gabiola, de la que enviudó en 1580, del matrimonio nacieron cuatro hijos; el mayor de ellos, nacido en 1549 y también llamado Giraldo continuaría el oficio paterno, por lo que en alguna ocasión se les distinguirá como Flugo el Viejo y Flugo el Joven o el Mozo. Dictó su testamento en Cuenca el 6 de octubre de 1591, que no pudo firmar por temblarle la mano.